# Ягульское (сельское поселение, Кизнерский район)
Ягульское — упразднённое муниципальное образование со статусом сельского поселения в Кизнерском районе Удмуртии Российской Федерации.
Административный центр — деревня Ягул.
25 июня 2021 года упразднено в связи с преобразованием муниципального района в муниципальный округ.

## История
Статус и границы сельского поселения установлены Законом Удмуртской Республики от 15 ноября 2004 года № 62-РЗ «Об установлении границ муниципальных образований и наделении соответствующим статусом муниципальных образований на территории Кизнерского района Удмуртской Республики».

## Население
| 2010 | 2012 | 2013 | 2014 | 2015 | 2016 | 2017 |
| ---- | ---- | ---- | ---- | ---- | ---- | ---- |
| 780  | ↘769 | ↘751 | ↘728 | ↘725 | ↘722 | ↘702 |
| 2018 | 2019 | 2020 |      |      |      |      |
| ↘693 | ↘668 | ↘637 |      |      |      |      |

## Состав сельского поселения
| № | Населённый пункт | Тип населённого пункта          | Население |
| - | ---------------- | ------------------------------- | --------- |
| 1 | Старый Трык      | деревня                         | ↘36       |
| 2 | Уч-Пучто         | деревня                         | ↘3        |
| 3 | Ягул             | деревня, административный центр | ↘686      |